# Уик, Дуглас
Дуглас Уик (англ. Douglas Wick; род. 7 апреля 1954) — американский продюсер, лауреат премии «Оскар» 2000 года за лучший фильм («Гладиатор»).

## Ранняя жизнь
Дуглас Уик родился в семье актрисы Мэри Джейн (Вудс) и директора USIA Чарльза Уика.

## Карьера
В 1979 году Уик получил свою первую работу в кино, когда он работал помощником продюсера в фильме Алана Пакулы «Начать сначала». Первой самостоятельной работой Уика в качестве продюсера была в фильме 1988 года «Деловая девушка». В следующем фильме «Волк» Уика работал вместе с Майком Николсом, который снял «Деловую девушку», до того как он стал продюсером фильма 1996 года «Колдовство».
В 1999 год Уика продюсировал фильм «Прерванная жизнь», положительно оценный критиками, и фильм «Стюарт Литтл» с большими сборами. В следующем году был самый большой успех Уика, фильм «Гладиатор». За этот фильм Уик получил премии «Оскар», «Золотой глобус», и BAFTA, и все они были вручены за «лучшую картину». Также в 2000 году Уик был продюсером хита научной фантастики «Невидимки».
В последующие несколько лет Уик был продюсером фильмов «Шпионские игры», «Питер Пэн» (первый фильм снятый по сказке Дж. М. Барри), «Стюарт Литтл 2», сиквела «Стюарта Литтла», и «Свидание со звездой». В 2005 году Дуглас Уик был продюсером фильмов «Морпехи» и «Мемуары Гейши», а также «Колдунья» и другого сиквела «Стюарта Литтла» — «Стюарт Литтл 3: Зов природы». Кроме того, Уик создал фильмы RV и «Невидимка 2», сиквел «Невидимки», в 2006 году.
Уик и Люси Фишер стали продюсерами фильмов «Самый пьяный округ в мире» и «Великий Гэтсби».

## Личная жизнь
Дуглас Уик женат на Люси Фишер с 1986 года и у них 3 дочери.

## Фильмография
| Год  |   | Русское название            | Оригинальное название             | Роль                     |
| ---- | - | --------------------------- | --------------------------------- | ------------------------ |
| 1979 | ф | Начать сначала              | Starting Over                     | ассоциированный продюсер |
| 1988 | ф | Деловая девушка             | Working Girl                      | продюсер                 |
| 1994 | ф | Волк                        | Wolf                              | продюсер                 |
| 1996 | ф | Колдовство                  | The Craft                         | продюсер                 |
| 1998 | ф | Наследство                  | Hush                              | продюсер                 |
| 1999 | ф | Стюарт Литтл                | Stuart Little                     | продюсер                 |
| 1999 | ф | Прерванная жизнь            | Girl, Interrupted                 | продюсер                 |
| 2000 | ф | Невидимка                   | Hollow Man                        | продюсер                 |
| 2000 | ф | Гладиатор                   | Gladiator                         | продюсер                 |
| 2001 | ф | Шпионские игры              | Spy Game                          | продюсер                 |
| 2002 | ф | Стюарт Литтл 2              | Stuart Little 2                   | продюсер, сценарист      |
| 2003 | ф | Питер Пэн                   | Peter Pan                         | продюсер                 |
| 2004 | ф | Свидание со звездой         | Win a Date with Tad Hamilton      | продюсер                 |
| 2005 | ф | Колдунья                    | Bewitched                         | продюсер                 |
| 2005 | ф | Стюарт Литтл 3: Зов природы | Stuart Little 3: Call of the Wild | продюсер                 |
| 2005 | ф | Морпехи                     | Jarhead                           | продюсер                 |
| 2005 | ф | Мемуары Гейши               | Memoirs of a Geisha               | продюсер                 |
| 2006 | ф | Дурдом на колёсах           | RV                                | продюсер                 |
| 2006 | ф | Невидимка 2                 | Hollow Man II                     | продюсер                 |
| 2012 | ф | Самый пьяный округ в мире   | Lawless                           | продюсер                 |
| 2013 | ф | Великий Гэтсби              | The Great Gatsby                  | продюсер                 |
| 2014 | ф | Дивергент                   | Divergent                         | продюсер                 |

## Награды
Оскар
- Лучшая картина
  - 2000 Гладиатор

Золотой глобус
- Лучшая картина
  - 1988 Деловая девушка
  - 2000 Гладиатор

 BAFTA
- Лучший фильм
  - 2000 Гладиатор